# Sotteville
Sotteville é uma comuna francesa na região administrativa da Normandia, no departamento Mancha. Estende-se por uma área de 6,12 km². Em 2010 a comuna tinha 474 habitantes (densidade: 77,5 hab./km²).